# Alexander Römpler

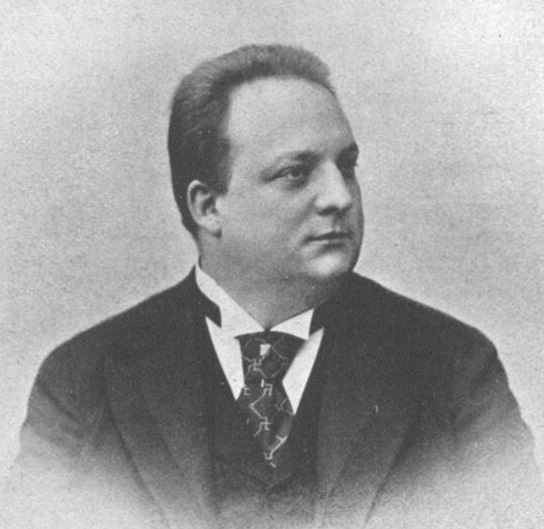
Alexander Römpler

Alexander Römpler (auch Roempler; * 12. März 1860 in Berlin; † 18. Dezember 1909 in Wien, Österreich-Ungarn) war ein deutscher Theaterschauspieler in Berlin, Frankfurt am Main und Wien. Dort leitete er auch das Konservatorium als Schauspiellehrer.

## Leben und Wirken
Der Vater war Gastwirt. Alexander Römpler besuchte ein Gymnasium in Berlin und
schloss dieses im Oktober 1878 mit dem Abitur ab. Danach spielte er kurzzeitig im Ostend-Theater in Friedrichshain. Anschließend schloss er sich einer Schauspielertruupe an, mit der er vor allem durch die schlesische Provinz reiste. Häufigere Auftritte hatten sie in Neiße, Schweidnitz und Warmbrunn.
Seit 1880 war Alexander Römpler am Stadttheater in Frankfurt am Main angestellt. Dort überzeugte er durch gutes schauspielerisches Können.
Am 14. Dezember 1889 erhielt er ein erstes Gastspiel am Wiener Hof-Burgtheater mit dem Holzapfel in Shakespeares Viel Lärm um nichts. Bald danach wurde er dort fest engagiert. Er spielte erfolgreich viele Rollen, vor allem von gesetzten älteren Herren.
1892 wurde Alexander Römpler auch als Schauspiellehrer ans Wiener Konservatorium berufen und einige Jahre später zu dessen Leiter.
Zu seinen Schülern gehörten  die Schauspieler Jaro Fürth und Paul Kalbeck, sowie die Schauspielerinnen Rely Ridon, Helene Ritscher und Lia Rosen.
Der nierenkranke Schauspieler Alexander Römpler, der zuletzt auch noch an einem „schweren Herzleiden“ litt, starb 1909 in Wien.
Er war zweimal verheiratet, seit 1900 mit der Schauspielerin Hedwig Bleibtreu. Sein Haus in Wien kaufte danach der Schriftsteller Arthur Schnitzler.

## Charakterisierung
„Seine gemütlich behäbige Art zu spielen, sein behaglicher, erwärmender Humor, seine sympathische Komik, sein bewegliches Mienenspiel, warben ihm rasch Freunde“. Seine Darstellungskunst ist frei von jeder Manieriertheit. Er war „stets bestrebt, dem Ganzen zu dienen, beabsichtigt nicht im Vorhinein die Zuschauer zu packen und zur Unterhaltung zu zwingen, sondern er bringt es zuwege, durch seine natürliche, stets der Situation angepaßte gesunde Einfachheit, wirkliche echte Menschen darzustellen, und diese große Kunst bringt ihm stets reichsten Beifall“. Gerühmt wurden seine humorvollen Interpretationen von Vätern.